# Возвышенности Украины

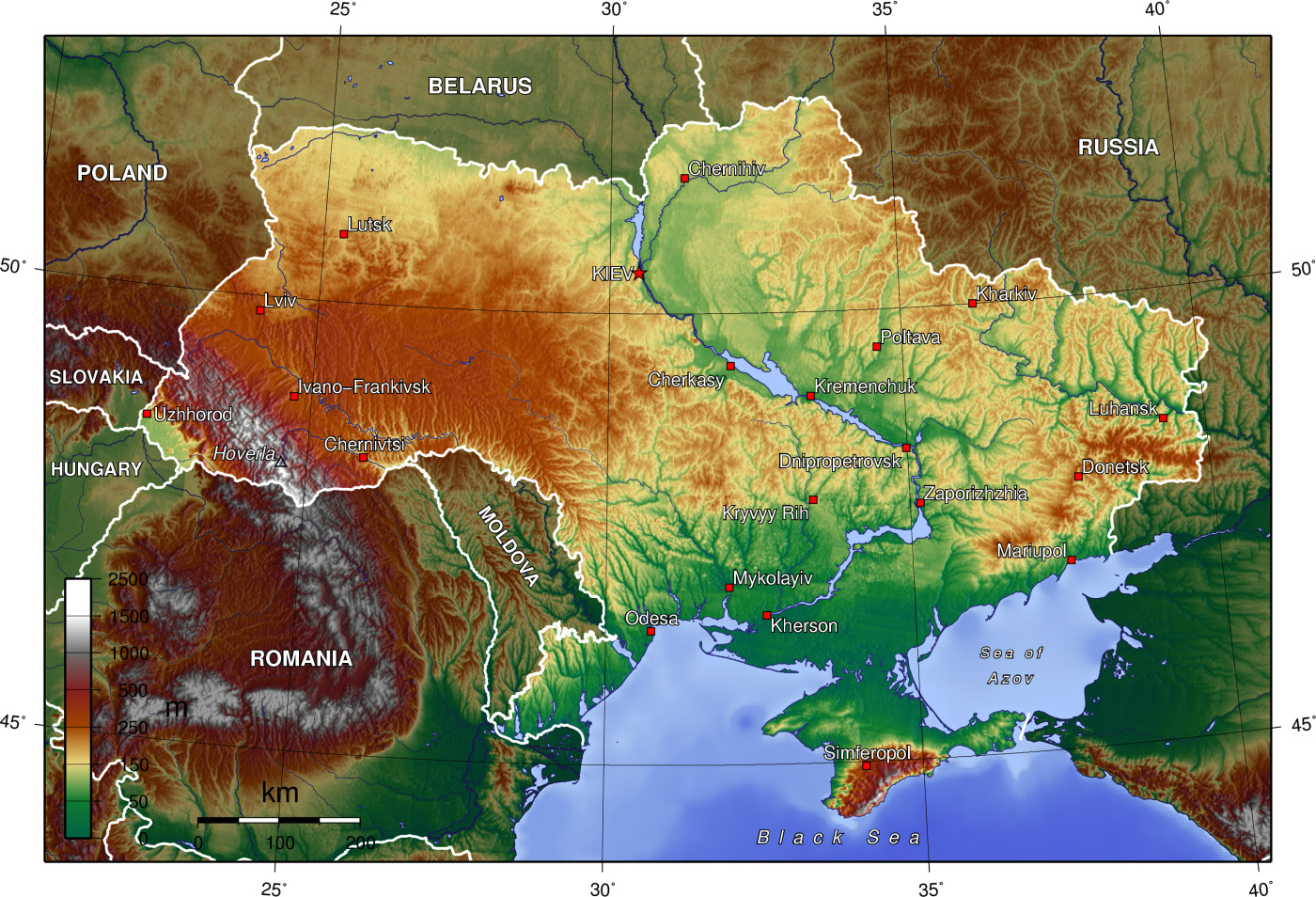
Карта рельефа Украины

 Возвышенности Украины  (укр. Височини України) занимают приблизительно 25 % всей территории Украины. Появление украинских возвышенностей связано со строением и движением земной коры. К примеру Среднерусские возвышенности; Донецкая возвышенность это остатки Мезозойского фундамента, вытянутая с северо-запада на юго-восток 350-километровой полосой, при наибольшей ширине до 150 км; а вот Волыно-Подольская возвышенность является наивысшей частью юго-запада Восточно-Европейской равнины. На юге она ограничена долиной Днестра, на юго-востоке — Молдавской возвышенностью. Важную роль отыграли неотектоническое движение в пределах южного и юго-западного склона Восточно-Европейской платформы, в результате которого появились обращённые морфоструктуры ранее упомянутой Волыно-Подольской возвышенности, произошло поднятие отдельных блоков фундамента в границах Приднепровской возвышенности и Приазовской возвышенности.

По генезису в Украине выделяют:
- Волыно-Подольскую возвышенность

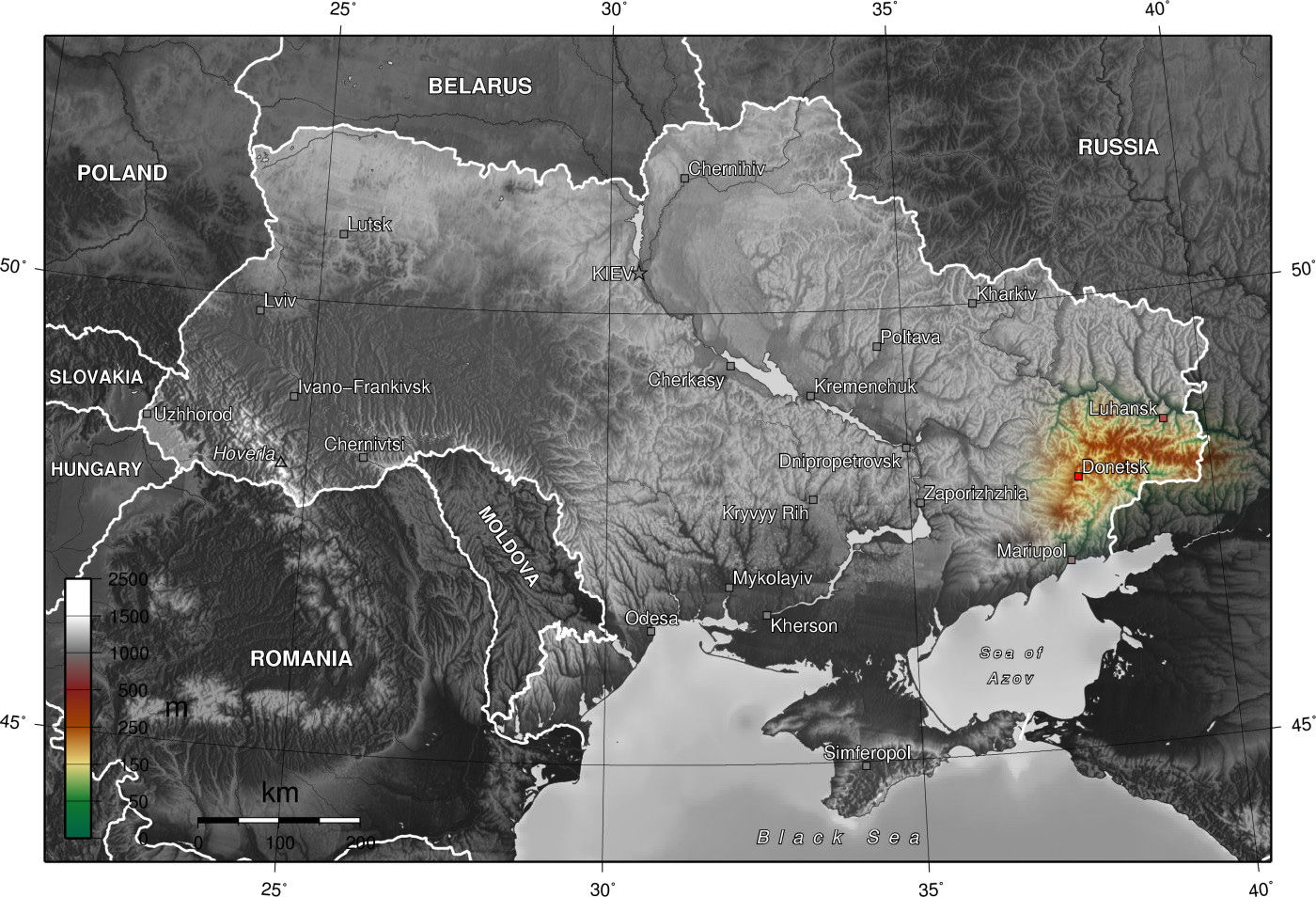
Донецкая возвышенность

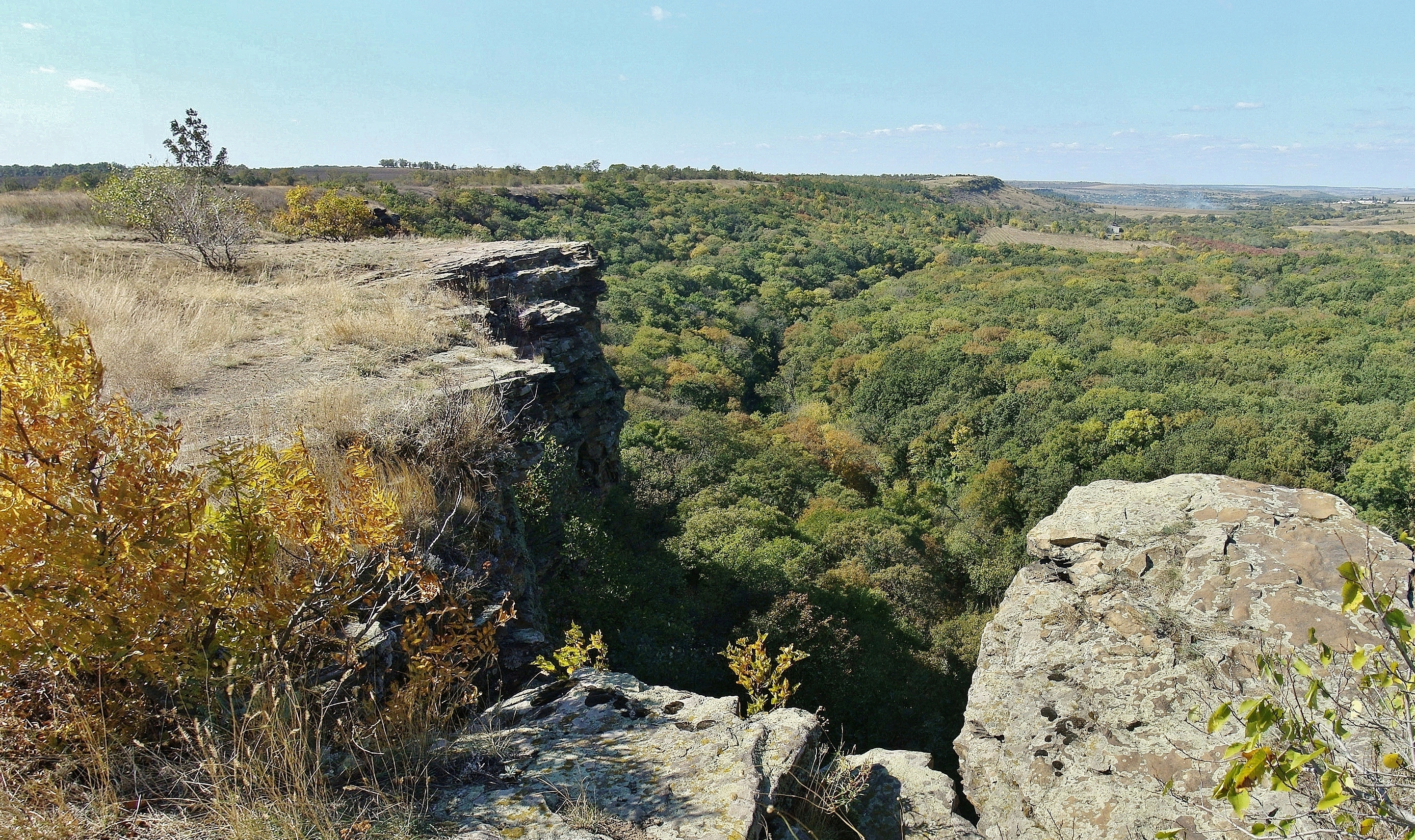
Донецкий кряж часть Донецкой возвышенности

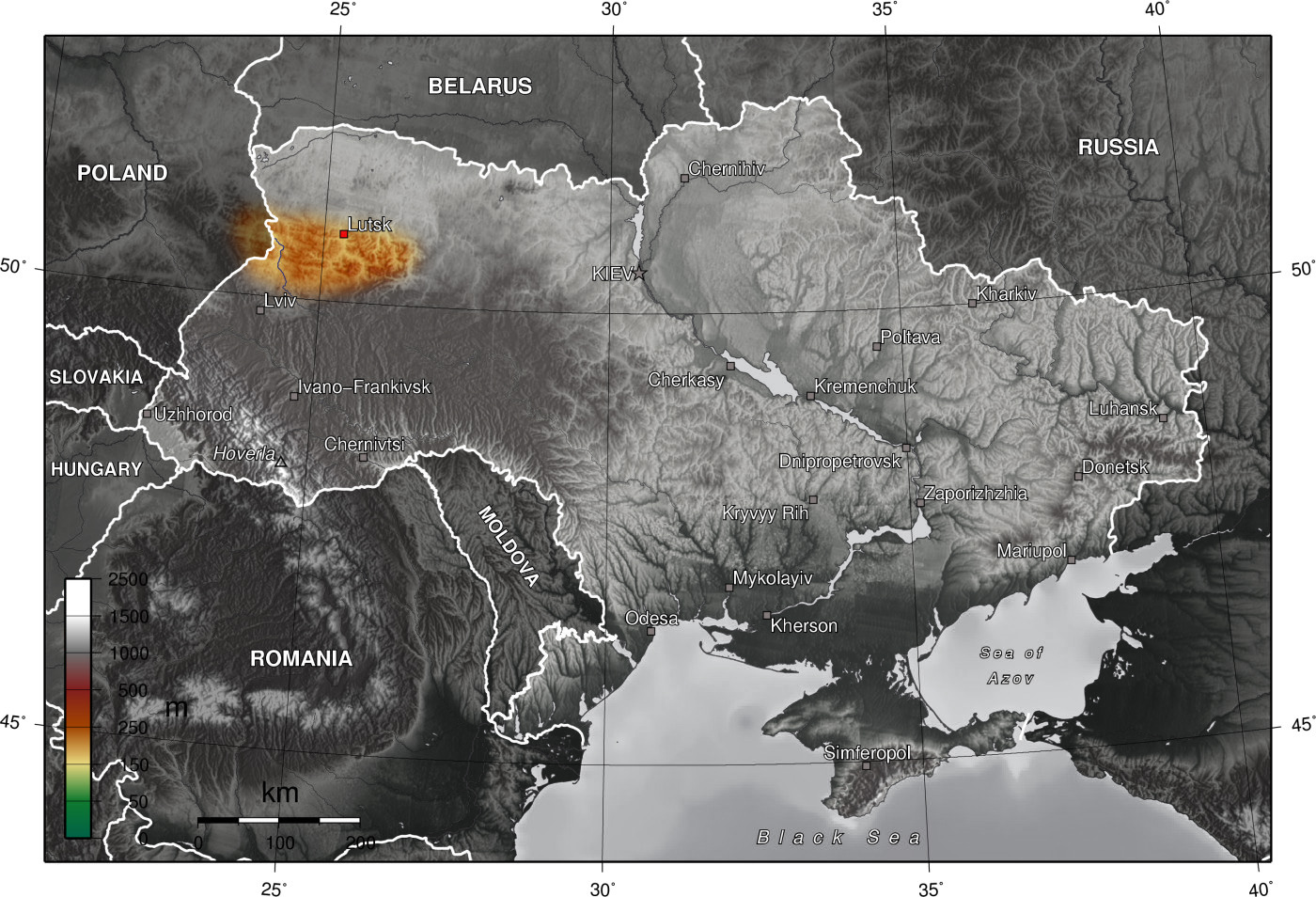
Волынская возвышенность

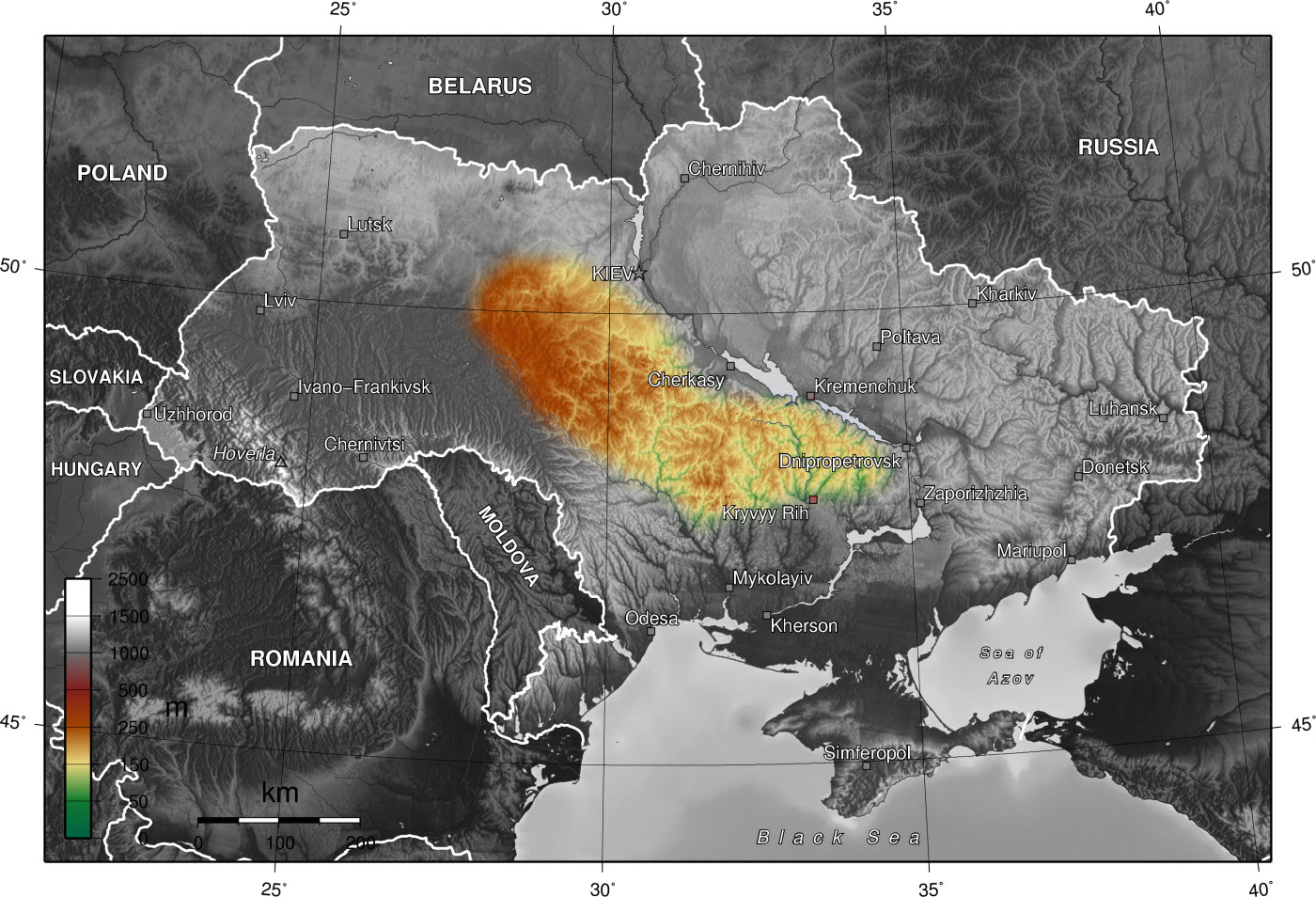
Приднепровская возвышенность

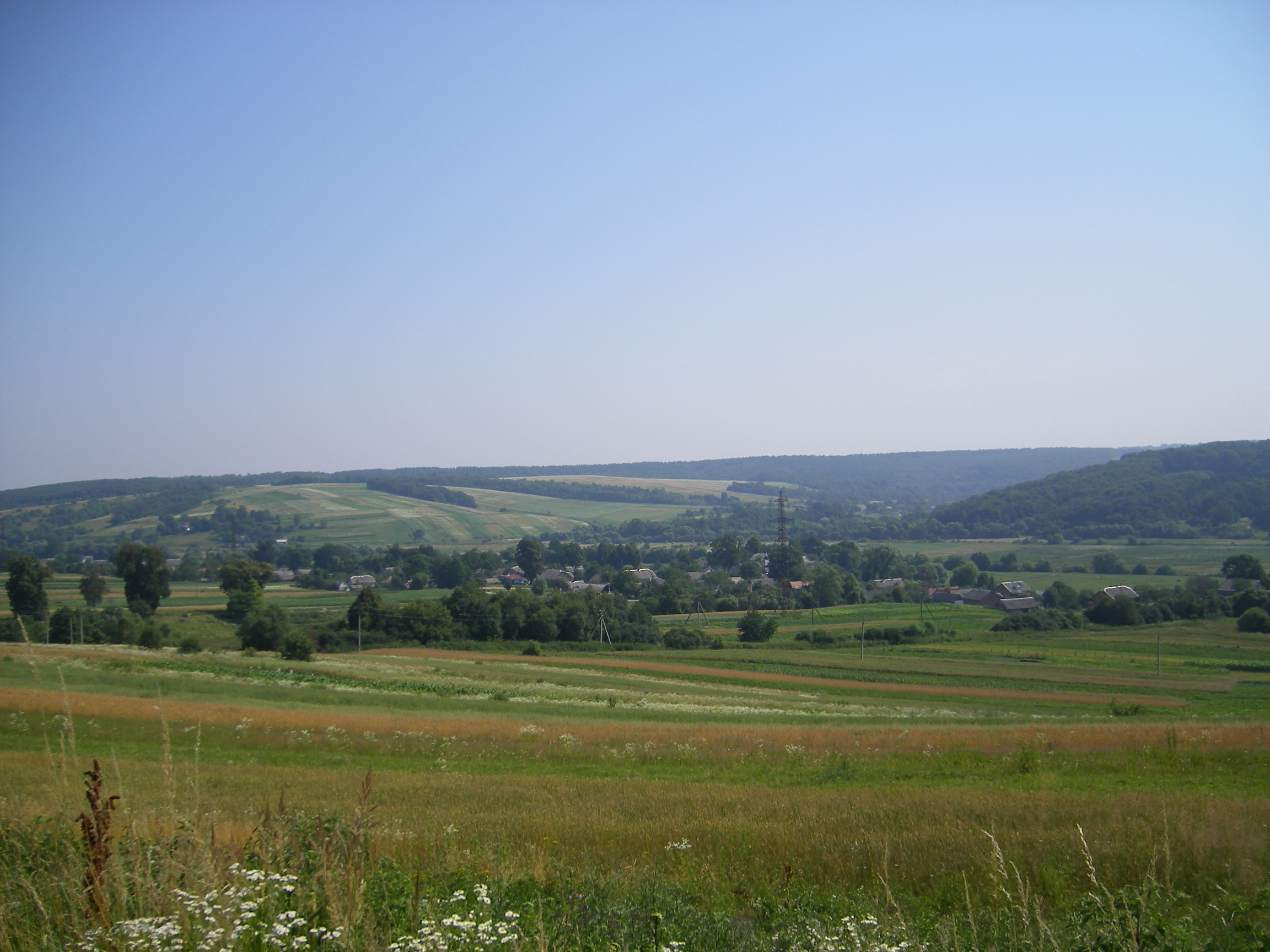
Ополье часть Волыно-Подольской возвышенности

- Украинское правобережное Поднепровье

- Украинское Приазовье

- Донецкую возвышенность

## Наивысшие точки возвышенностей Украины
| Название        | Высота НУМ | Местность                    |
| --------------- | ---------- | ---------------------------- |
| Берда           | 515 м      | Хотинская возвышенность      |
| Камула          | 471 м      | Гологоры                     |
| Высокий камень  | 440 м      | Вороняки                     |
| Крайний камень  | 431 м      | Толтры                       |
| Драбаниха       | 408 м      | Кременецкие горы             |
| Булава          | 395 м      | Розточе                      |
| Могила Мечетная | 367 м      | Донецкий кряж                |
| Хохлиця         | 361 м      | Волынская возвышенность      |
| Бельмак-Могила  | 324 м      | Приазовская возвышенность    |
| Н/Д             | 323 м      | Приднепровская возвышенность |
| Н/Д             | 321,4 м    | Словечанско-Овручский кряж   |
| Н/Д             | 222 м      | Среднерусская возвышенность  |
| Н/Д             | 178,4 м    | Тарханкутская возвышенность  |